# 셸리 핵

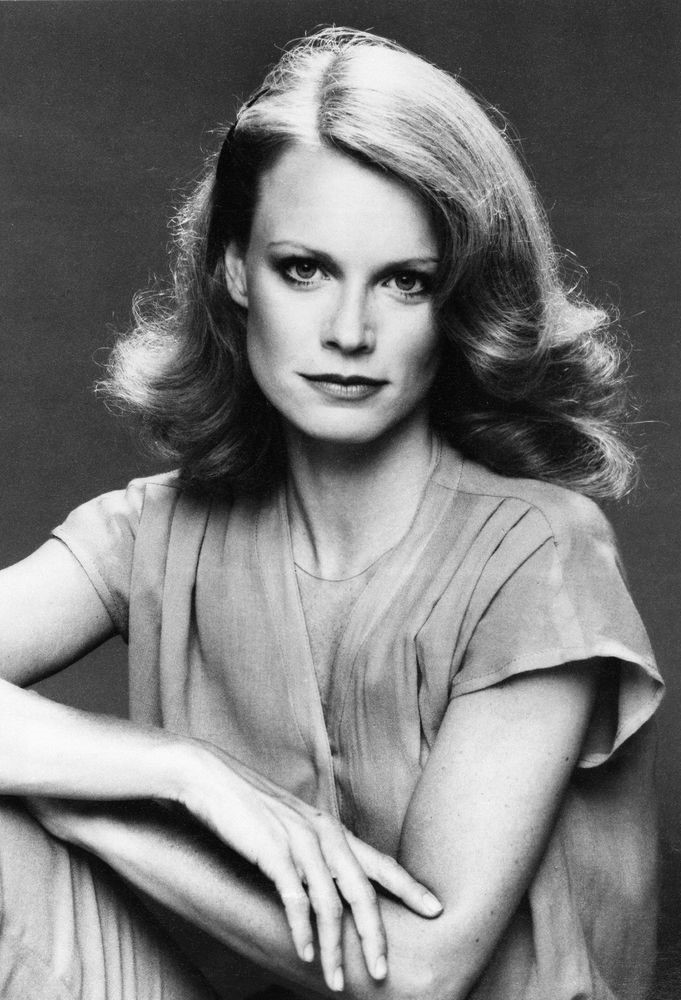

셸리 핵(Shelley Hack, 1947년 7월 6일 ~ )는 미국의 배우, 정치인이다.
화이트플레인스에서 태어났다.

## 출연 작품

### 영화
- 애니 홀 (1977)
- 미래의 추적자 (1979)
- 코미디의 왕 (1982) - 캐시 롱 역
- 킥스 (1985, Kicks)
- 트롤 (1986)
- 계부 (1987)
- 신부 행진곡 (1989, Bridesmaids) - 킴벌리 역
- 두 얼굴의 미녀 (1992, Me Myself & I)
- 형사 스톤 (1992, The Finishing Touch)
- 어느 바람둥이의 종말 (1996, Frequent Flyer)

### 텔레비전
- 미녀 삼총사 (1979-80)